# Helios 2B
Pour les articles homonymes, voir Hélios (homonymie).
Helios 2B est un satellite de reconnaissance optique français qui fait partie du programme Helios développé avec une participation minoritaire de l'Espagne, la Belgique, l'Italie et la Grèce. C'est une copie identique du satellite Helios 2A. Il est lancé le 18 décembre 2009 et placé sur une orbite héliosynchrone phasée (700 km). Il dispose d'instruments optiques fonctionnant en lumière visible et infrarouge. La résolution maximum publique est de 50 cm, la résolution réelle est confidentielle. Sa durée de vie opérationnelle prévue est de cinq ans. Il est remplacé par le programme CSO.